# Zhangyan
Zhangyan är en köping i Kina. Den ligger i Jinshan i storstadsområdet Shanghai, i den östra delen av landet, omkring 50 kilometer söder om den centrala stadskärnan. Antalet invånare är 37 057. Befolkningen består av 18 740 kvinnor och 18 317 män. Barn under 15 år utgör 8,0 %, vuxna 15-64 år 78 %, och äldre över 65 år 13,0 %.